# Kanato uzbeko
El kanato uzbeco fue el estado que precedió al Imperio shaybanida de Muhammad Shaybani y el Kanato de Bujará. Durante los pocos años que existió, fue el estado preeminente en Asia Central. Este es el primer estado de los Abuljáridas, una rama de los Shaybanidas.

## Etimología
La dinastía de Abu'l-Jayr Kan y sus descendientes lleva su nombre, y los estados gobernados por ellos son conocidos como Abuljáridas, como en el Kanato de Bujará. También se les puede llamar Shaybánidas, aunque este es más un término general ya que una dinastía rival llamada los árabes de Corasmia también eran Shaybánidas, pero no Abuljáridas.

## Historia

### Antes de Abu'l-Jayr Kan
Comenzando con Shiban, hermano de Batu Khan, quien era el gobernante de la Horda de Oro, los Shaybánidas y sus descendientes tenían la tierra y el poder sobre muchas tribus otorgadas a Shiban por Batu Kan. Estas tierras incluían los dominios de la Horda de Oro al este de los Urales, y las tierras al norte del río Sir Daria. El control central en la Horda de Oro se erosionó rápidamente en el este y en la región aparecieron estados separatistas como la Horda Nogai y el Kanato de Sibir.

### Abu'l-Jayr Kan
En el momento del nacimiento de Abu'l-Jayr en 1412, el ulus de Shiban estaba fracturado. En este momento, la parte oriental de la Horda de Oro (La Horda Azul) había quedado fuera del control total de los kanes y pretendientes de la Horda de Oro, especialmente después del asesinato de Barak Kan en 1427. Abu'l-Jayr fue hecho prisionero después de una batalla en 1427 y fue puesto en libertad en 1428. Después del fallecimiento del entonces Kan de los uzbekos y pretendiente al trono de la Horda de Oro, Barak Kan, Ulugh Beg, el líder de la Dinastía timúrida, orquestó en secreto el título de Kan para pasar a Abu'l-Jayr. Comenzó su gobierno consolidando tribus en Siberia alrededor de su capital en Chimgi-Tura (hoy Tyumen). Fue capaz de deponer al actual Kan de Sibir, Kazhy Mohammed, y tomó la totalidad del área bajo el control de Shaybanid.
En 1430 o 1431, Abu'l-Jayr y su ejército marcharon hacia el sur hasta Corasmia, controlado por la Dinastía timúrida, y ocuparon Urganj. Entre 1430 y 1446, el kanato uzbeco tomó tierra en Transoxiana de los timúridos.
Abu'l-Jayr invadió la Horda de Oro tiempo después y derrotó a Mustafa Kan cerca de Astracán. Los uzbekos perdieron alrededor de 4.500 hombres durante esta campaña.
Antes de la muerte de Shahruj en 1448, los uzbekos invadieron y capturaron Sighnaq y otras ciudades de Turan, como Uzgen y Sozak. Sighnaq se convirtió en una de las principales ciudades de Asia Central durante este tiempo.
En 1451, Abu'l-Jayr se alió con el timurí Abu Sa'id contra su rival Abdalá, y ambos marcharon hacia Samarcanda. La alianza uzbeco-Abu Sa'id tuvo éxito y, a cambio, Abu Sa'id rindió homenaje a los uzbekos.

### Insurrección kazaja
A partir de la década de 1460, los kanes kazajos lucharon por el control de la actual Kazajistán, liderada por Janibek y Kerei Kan, los hijos del reclamante al trono de la Horda de Oro, Barak Kan, fundaron el Kanato kazajo. Esta guerra se hizo especialmente difícil para los uzbekos debido a una guerra reciente con los mongoles de los Cuatro Oirates en las fronteras orientales de los uzbekos. Janibeg y Kerei buscaron capitalizar la debilidad uzbeka después del conflicto.

### Muerte de Abu'l-Jayr Kan
Alrededor de 1468-1470, Abu'l-Jayr Khan murió en la batalla contra los kazajos junto con varios de sus hijos. Sheikh Haidar, también conocido como Baruj Oghlan (algunas fuentes los tienen como la misma persona o personas diferentes), el mayor de los hijos de Abu'l-Jayr, lo sucedió. El reinado de Haidar fue corto y terminó después de conflictos con un Kan rival, Ibak.
Muhammad Shaybani, nieto de Abu'l-Khayr, sucedió a su padre, el Sheikh Haidar. Shaybani había sido, junto con su hermano, Mahmud Sultan, dado refugio por el Kan de Astracán, Qasim.
Después de que los kanes Moghules ayudaron a Shaybani a reclamar tierras en Transoxiana, se convirtió en vasallo de Mogolistan desde 1488 hasta alrededor de 1500. Después de este punto, Shaybani lideró sus propias conquistas que consistieron en gran parte en ciudades en los Estados sucesores timúridos fracturados (como Samarcanda y Bujará). Los principales rivales de Shaybani fueron el timúrido Babur y el persa Sah Ismaíl I.
En 1500, Shaybani concedió oficialmente todas las tierras de Kazajistán en Dasht-i Qipchaq al Kanato kazajo. Poco después de esto en 1506, Shaybani capturó a Bujará y el Kanato uzbeco se convirtió en el Kanato de Bujará.
Muhammad Shaybani fue asesinado en la batalla de Merv por los safávidas del sah Ismaíl I en 1510 y su cráneo se convirtió en una copa para beber con joyas.